# Esko Ukkonen
Esko Juhani Ukkonen, född 26 januari 1950 i Nyslott, är en finländsk datalog. 
Ukkonen blev filosofie doktor 1978, var 1981–1982 biträdande och 1982–1985 tillförordnad professor i datalogi vid Helsingfors universitet samt blev 1985 professor i ämnet. Han var 1996–1998 vice ordförande och 1999–2000 ordförande i Finska sällskapet för datalogi; sedan 1994 huvudredaktör för Nordic Journal of Computing och sedan 1998 ordförande i direktionen för Rolf Nevanlinna-institutet. Han har varit gästforskare vid flera utländska universitet.
År 2014 utnämndes han till hedersdoktor vid Aalto-universitetet.